# Kitere
Kitere ist ein Verwaltungsbezirk (Ward) des Distrikts Mtwara in der tansanischen Region Mtwara. 

## Geografie
Kitere liegt im Südosten von Tansania etwa 45 Kilometer westlich der Stadt Mtwara. Das wichtigste Gewässer ist der See Kitere. Die Fläche des Bezirks beträgt 93 Quadratkilometer. Bei der Volkszählung 2022 lebten hier 12.169 Menschen in 3455 Haushalten.

## Gliederung
Der Bezirk besteht aus sechs Gemeinden (Mtaa) mit 23 Orten (Kitongoji):
| Chemchem - Shuleni - Mashine - Kitunguru - Hamboni | Kitere - Mambi - Hospitali - Malumo | Lilido - Mwembeni - Sokoni - Karakana - Mkunguni - Kilimo - Bombani - Mlandege - Kiwanjani | Nakada - Majengo - Sokoni | Mkonye - Mafuriko - Sokoni - Bandari | Chekeleni - Sokoni - Minjaleni - Namanjasi |

## Wirtschaft und Infrastruktur
- Gesundheit: Das staatliche Gesundheitszentrum Kitere behandelt stationäre und ambulante Patienten.[6]